# Pope Joan
Pope Joan (Papesa Ioana) este un roman istoric al scriitoarei americane Donna Woolfolk Cross, care a fost publicat în anul 1996, romanul fiind ecranizat în anul 2009. Autoarea s-a inspirat din legenda papesei Ioana, care ca femeie deghizată în bărbat este aleasă în Roma ca papă. Cea mai mare parte a romanului prezintă întâmplări imaginare, ale unei femei inteligente, care reușește să ajungă ca femeie pe o poziție socială înaltă, în perioada patriarhală a evului mediu.

## Acțiune
Johanna se naște în anul 814, în casa unui preot brutal de țară, care trăiește cu săsoaica Gudrun. Fratele ei Matthias o va învăța pe Johanna să citească, după care va muri chinuit de frigurile galbene. Tatăl, îndurerat de moartea fiului, pune întrebarea retorică: „De ce, Doamne, ai luat de la mine pe cel bun, și mi-ai lăsat mie copilul satanei?", referindu-se la Johanna, care a rămas în viață. Johanna va fi inițiată de învățatul grec Aeskulapius în filozofia greacă, și va învăța limba greacă și latină. Noaptea, Johanna citește pe ascuns din cartea primită de la filozoful grec. Acest lucru este descoperit de preot, care ca pedeapsă obligă fata să radă literele de pe pergamentul cărții, cu cuțitul. Deoarece Johanna refuză să îndeplinească porunca tatălui, va fi snopită în bătaie, fiind salvată de mama ei. În același timp, cu ajutorul mamei și al unui episcop, scapă de tirania tatălui, care caută s-o mărite cu forța, fuge din casa părintească și va ajunge să învețe tainic într-o mănăstire din Fulda, lucru care era interzis fetelor. În mănăstire, Johanna, deghizată ca bărbat, va învăța printre altele medicina și mulțumită cunoștințelor ei, devine preot. În urma epidemiei de ciumă din Fulda, pornește ca pelerin la Roma, unde va ajunge un medic apreciat al papei. După o serie de peripeții, printre care sunt descrise luptele interne pe tronul papal, când se recurge și la otrăviri, Johanna este aleasă ca papa Ioan. Johanna are un nobil ca amant, de la care rămâne însărcinată. 
Romanul se încheie când Johanna are dureri în timpul procesiunii religioase de Paște și moare la nașterea prematură a copilului.

## Literatură
- Donna Woolfolk Cross: Die Päpstin. Aufbau Tb, 1998, ISBN 3-7466-1400-7
- Christer Petersen: Platz 10. Donna W. Cross: Die Päpstin. In: Christoph Jürgensen (Hrsg.): Die Lieblingsbücher der Deutschen. Verlag Ludwig, Kiel 2006, S. 126–147, ISBN 3-937719-34-2.

## Ecranizare
- Papesa Ioana sau Joan, femeia Papă,[1] film din 2009 regizat de Sönke Wortmann, cu Johanna Wokalek, John Goodman, David Wenham.[2]